# Baía de Mercer
A Baía de Mercer (54° 16′ S, 36° 40′ O) é uma pequena baía marcada pela Geleira Geikie em sua cabeça, na extremidade sudoeste da Baía Oeste de Cumberland, Geórgia do Sul. A baía aparece em um mapa de rascunho da Baía de Cumberland pelo Tenente S.A. Duse da Expedição Antártica Sueca, 1901-04. O nome é primeiramente usado em uma tabela baseada em um trabalho de pesquisa do pessoal da DI em 1926-30. Provavelmente nomeada pelo Tenente Comandante G.M. Mercer, Reserva da Marinha Real, capitão no navio de pesquisa da DI de William Scoresby, que se engajou na marcação de baleias e no trabalho oceanográfico fora da Geórgia do Sul em 1926-27.
 Este artigo incorpora material em domínio público  de United States Geological Survey   , documento "Baía de Mercer" (conteúdo do Geographic Names Information System).